# Penelope (film)
Penelope è un film del 2006 diretto da Mark Palansky con protagonista Christina Ricci.

## Trama
Penelope Wilhern, la figlia venticinquenne di due ricchi aristocratici, a causa di una maledizione scagliata sulla sua famiglia, ha il naso e le orecchie da maiale.
Molti anni prima, un suo antenato ebbe una tresca con una serva che rimase incinta. Quando informò la sua famiglia dell'intenzione di sposarla, questi risero della cosa e lui, anziché ribattere, ci scherzò su e sposò invece una donna del suo stesso rango sociale, mentre la povera serva si tolse la vita per l'abbandono subito. Sua madre, che era la strega del villaggio, lanciò una maledizione sulla facoltosa famiglia: la loro prossima figlia femmina sarebbe nata con il viso da maiale e l'unico modo per spezzare il sortilegio sarebbe stato che qualcuno dello stesso rango della ragazza, quindi un nobile, riuscisse a vedere oltre l'apparenza del suo naso e ad amarla per ciò che lei è realmente. Per diverse generazioni la famiglia ebbe soltanto figli maschi, fino a quando Jessica Wilhern non dà alla luce una figlia femmina, nata in realtà da una relazione extraconiugale della donna con il suo autista. La maledizione ricade perciò su Penelope, figlia di Jessica e Franklin Wilhern.
I genitori, appena la bimba nasce, vedendo il suo naso decidono di inscenare la sua morte e nasconderla. Un giornalista affetto da nanismo, però, si intrufola nella dimora e riesce a vedere e fotografare di sfuggita la neonata prima di venire cacciato dalla madre, che lo ferisce all'occhio destro.
Penelope cresce chiusa in casa, senza mai uscire. Al compimento dei suoi diciotto anni, Jessica assume Wanda, che lavora in un'agenzia di appuntamenti molto chic, così da far conoscere alla ragazza dei giovani aristocratici.
Passano gli anni. Gli incontri tra Penelope e i suoi pretendenti si svolgono sempre nello stesso modo: la ragazza, nascosta dietro un vetro a specchio, osserva i giovani e parla con loro, senza mai farsi vedere a causa della sua particolarità. Quando Penelope conosce bene il giovane che ha davanti può decidere se mostrarsi a lui, ma ogni volta il pretendente fugge alla sua vista e, dopo essere stato inseguito e sottomesso dal maggiordomo degli Wilhern, viene costretto dai genitori di Penelope a firmare un accordo di segretezza riguardo all'esistenza della figlia e del suo naso.
Un giorno, però, un giovane aristocratico, Edward Vanderman, scappa senza firmare l'accordo e va al commissariato, dove denuncia la presenza di un orribile mostro con il naso e le zanne da maiale. Ovviamente nessuno gli dà credito, tranne un uomo, Lemon, che poco dopo si scopre essere il giornalista che venticinque anni prima aveva visto il naso della bambina. I due decidono di dimostrare di avere ragione, ma per farlo hanno bisogno di una foto. Gli unici estranei ammessi alla presenza di Penelope sono però i suoi pretendenti, quindi i due assumono il giovane Max Campion, un nobile squattrinato, affinché si avvicini a Penelope quanto basta per poterla fotografare.
Il ragazzo inizia a corteggiare Penelope e tra i due pare nascere un sincero rapporto, il che convince la ragazza a mostrarsi a lui. Max, vedendola per la prima volta, si ritrae (non tanto per sgomento, quanto per la sorpresa) e aziona inavvertitamente la fotocamera nascosta nella sua giacca. Una volta uscito dalla residenza degli Wilhern, il giovane, ormai innamorato e pentito delle sue azioni, rompe l'accordo con Edward e Lemon sotto gli occhi di Jessica, che riconosce il giornalista. Nonostante ciò, Penelope implora Max di sposarla, assicurandogli che la loro unione avrebbe spezzato l'incantesimo. Per qualche motivo, Max si rifiuta e viene cacciato dalla villa prima di potersi spiegare.
Penelope, ferita e delusa, decide di affermare la sua indipendenza, e scappa di casa nascondendosi con una sciarpa: per ottenere un po' di soldi decide di vendere una sua foto a Lemon, che si rende conto che Penelope non è un mostro come affermava Edward. Fa comunque pubblicare la foto su un giornale, per dimostrare di non essere un bugiardo. Dopodiché, Penelope continua a nascondersi, senza mai togliersi la sciarpa, neanche davanti alla sua nuova amica Annie.
La finzione non può durare in eterno e Penelope viene scoperta, ma per fortuna riesce a integrarsi ugualmente nella società, diventando persino un personaggio amato. Edward, rimproverato da suo padre, decide di chiedere alla ragazza di sposarlo, per cercare di salvare la sua reputazione: Penelope è indecisa se accettare o meno, ma sua madre le fa capire che, anche se è stata apparentemente accettata dalla società, la realtà dei fatti è che lei verrà sempre vista come un fenomeno da baraccone e che solo se sposerà Edward potrà ottenere la vita normale che ha sempre desiderato. Nel frattempo, Lemon cerca di contattare "Max", scoprendo poi che il vero Max Campion è in realtà in prigione. Per un equivoco, infatti, aveva assunto un giocatore d'azzardo squattrinato, l'ex pianista Johnny Martin, che aveva dunque rifiutato la ragazza solo perché sapeva di non essere in grado di liberarla dalla maledizione, dal momento che non è di sangue blu. Il giornalista condivide questa informazione con Wanda e Jessica, ma quest'ultima preferisce tenere la figlia all'oscuro, ritenendo più importante la rottura del sortilegio.
In un primo momento, Penelope accetta la proposta di Edward, ma poi lo abbandona sull'altare, comprendendo che lei in fondo si ama così com'è e che a Edward interessa il matrimonio solo per il suo tornaconto. Incredibilmente, l'amor proprio di Penelope spezza la maledizione e il suo viso assume le fattezze di quello di una bella e normale ragazza. A questo punto, lascia casa sua e si trova un lavoro come maestra in una scuola elementare. Jake, il maggiordomo degli Wilhern, si scopre essere in realtà la strega che aveva lanciato il maleficio anni orsono e lancia un altro incantesimo a Jessica, rendendola muta, prima di sparire.
Passa il tempo, la gente si dimentica di Penelope, ma la sua rimane comunque la maschera di Halloween più gettonata. Proprio indossando una di queste maschere, Penelope rintraccia Johnny a una festa in costume, avendo appreso la verità su di lui da Wanda. Egli la riconosce e la bacia, confessando il vero motivo per cui non aveva accettato di sposarla; Penelope gli mostra il suo nuovo aspetto, rassicurandolo e rivelandogli di aver spezzato il maleficio da sola. I due sono così finalmente liberi di amarsi.
La storia di Penelope, raccontata da lei stessa ai suoi alunni, si conclude con una romantica giornata al parco trascorsa in compagnia di Johnny. Lemon, che si trova nello stesso luogo, considera l'idea di scattare un'ultima foto di nascosto, ma rinuncia e decide di lasciare i due innamorati in pace.

## Doppiaggio italiano
Il film in Italia non è uscito nelle sale cinematografiche, ma è approdato direttamente in televisione e home video.
L'edizione italiana è stata curata da Alberto Porto per Mediaset; il doppiaggio è stato eseguito da CDC Sefit Group sotto la direzione di Roberto Gammino.